# Warriors Two
Warriors Two (en xinès: 贊先生與找錢華) és una pel·lícula d'arts marcials de Hong Kong de 1978 escrita i dirigida per Sammo Hung, que també protagonitza la pel·lícula, juntament amb Bryan Leung, Casanova Wong i Fung Hak-on. Leung interpreta el personatge de la figura històrica, Leung Jan (o Leung Tsan), un conegut primer practicant de l'estil de kungfu Wing Chun. La vinculació de Leung amb el Wing Chun es pot considerar l'equivalent a l'associació de Wong Fei-hung amb l'estil Hung Gar. S'ha subtitulat al català.
Juntament amb Bài Jiā Zăi, Warriors Two és considerada una de les millors pel·lícules d'arts marcials que mostra la versió autèntica de l'estil Wing Chun. Malgrat el títol, Warriors Two no és una seqüela. Més aviat es refereix als dos guerrers principals de la pel·lícula.

## Sinopsi
Els amics Chen Wah-Shun i Fei Chun convencen el mestre Liang Chiang perquè els ensenyi l'art del Wing Chun (un estil de kungfu). Així podran enfrontar-se a una banda que assetja la gent del poble.

## Repartiment
- Bryan Leung - Leung Jan/Master Tsang
- Sammo Hung - Kei Cheun
- Casanova Wong - Cashier Wah
- Dean Shek - Master Yao
- Fung Hak-on - Mo
- Hoi Sang Lee - Iron Fist
- Lau Kar-wing
- Tiger Yang - Thunder Pai
- Yeung Wai - Tiger